# Kawasaki (Miyagi)
Kawasaki (川崎町 Kawasaki-machi?) es un pueblo localizado en la prefectura de Miyagi, Japón. En octubre de 2018 tenía una población de 8.701 habitantes y una densidad de población de 32,1 personas por km². Su área total es de 270,77 km².

## Geografía

### Municipios circundantes
- Prefectura de Miyagi
  - Ōsaki
  - Taiwa
  - Shikama
- Prefectura de Yamagata
  - Yamagata
  - Kaminoyama

## Demografía
Según datos del censo japonés, la población de Kawasaki ha disminuido en los últimos años.
| Año del censo | Población |
| ------------- | --------- |
| 1995          | 10.829    |
| 2000          | 10.872    |
| 2005          | 10.583    |
| 2010          | 9.978     |
| 2015          | 9.167     |